# Tethina spinigera
Tethina spinigera är en tvåvingeart som beskrevs av Lorenzo Munari 2008. Tethina spinigera ingår i släktet Tethina och familjen Canacidae. Inga underarter finns listade i Catalogue of Life.